# Amt Kirchspielslandgemeinde Heider Umland
Das Amt Kirchspielslandgemeinde Heider Umland ist ein Amt im Kreis Dithmarschen mit Verwaltungssitz in Heide in Schleswig-Holstein.
Das Amt wurde am 1. Januar 2008 aus den Gemeinden der Ämter Kirchspielslandgemeinde Heide-Land und Kirchspielslandgemeinde Weddingstedt und der zum Amt Kirchspielslandgemeinde Wesselburen gehörenden Gemeinde Norderwöhrden gebildet. 
Der Name umfasst weiterhin die historische Bezeichnung der Kirchspielslandgemeinde. 
Das Amt wird von einem ehrenamtlichen Amtsvorsteher geleitet, der ebenfalls Vorsitzender des Amtsausschusses und zugleich Leiter der Verwaltung ist. Er wird bei der Verwaltungsleitung vom hauptamtlich tätigen leitenden Verwaltungsbeamten unterstützt und vertreten. Der leitende Verwaltungsbeamte steht dabei in der Tradition der historischen Kirchspielschreiber. 

## Amtsangehörige Gemeinden
1. Hemmingstedt
2. Lieth
3. Lohe-Rickelshof
4. Neuenkirchen
5. Norderwöhrden
6. Nordhastedt
7. Ostrohe
8. Stelle-Wittenwurth
9. Weddingstedt
10. Wesseln
11. Wöhrden

## Wappen
Blasonierung: „In Rot ein silberner, von elf silbernen Pflugscharen umgebener Schild, darin unter einer blauen Waage ein fünfspeichiges rotes Rad.“